# 林賢帝 (吉他手)
林賢帝（韓語：임현제，1993年7月31日—），韩国独立音乐人，四人樂團hyukoh的吉他手。

## 经历
與hyukoh的鼓手李仁雨原先認識，從李仁雨那裡拿到了吳赫的Demo帶，認為吳赫的聲音非常好，其音樂也充滿個人魅力，因此決定加入hyukoh成為樂團的吉他手。
林賢帝從中學時便開始了玩音樂之路，原本擔任的是貝斯手，但因hyukoh的音樂風格因素，而轉當吉他手。

## 音樂作品

### 音樂製作
| 發佈日期      | 歌手名稱 | 歌曲名稱                    | 參與部分 |
| ------------- | -------- | --------------------------- | -------- |
| 2017年9月22日 | IU       | 어젯밤 이야기（昨夜的故事） | 編曲     |

## 外部連結
- 林賢帝的Instagram帳戶